# 아르디에이
아르디에이 혹은 오아르다이(고대 그리스어: Ἀρδιαῖοι 혹은 Οὐαρδαῖοι, 라틴어: Vardiaei)은 일리리아 족의 일부 집단 중 하나로, 내륙에서 활동하다가, 발칸반도의 아드리아해에 정착하였다. 폴리비오스(기원전 203년 - 120년)는 기원전 229년 아르디에이가 고대 로마인들에 의해 반란 진압되었다. 아피아노스 (95-165)는 아르디에이 사람들이 아우타리아타이에 의해 멸망하였다고 하였다. 티투스 리비우스의 축도에서는 아르디에이 사람들이 플라비우스 플라쿠스 영사에 의해 진압되었다고 하였다.
아르디에이 사람들은 현재의 몬테네그로, 그 중에서도 리존 만에 모여 살고 있었다고 하나, 스트라본은 그들이 네레트바강의 우변에 살고 있었다고 기술하였다. 그들의 첫 내륙 정착지는 네레트바강 하류의 코니츠 지역으로 현재의 보스니아 헤르체고비나 지역에 해당한다.